# اسلیپند
اسلیپند (به انگلیسی: Slip End) یک روستا و محله مدنی در بریتانیا است که در Central Bedfordshire واقع شده‌است. اسلیپند ۱٬۹۷۶ نفر جمعیت دارد.